# بيتر غيبونز
بيتر غيبونز (بالإنجليزية: Peter Gibbons)‏ هو مهندس أمريكي، ولد في 9 يوليو 1962 في Stouffville ‏ في كندا.

## وصلات خارجية
- بيتر غيبونز على موقع Racing-Reference.info (الإنجليزية)